# 룩셈부르크 공녀 안토니아
룩셈부르크 공녀 안토니아(Princess Antonia of Luxembourg, 1899년 10월 7일 ~ 1954년 7월 31일)는 룩셈부르크의 공녀로 기욤 4세와 포르투갈 인판타 마리아 아나의 넷째 딸이다.